# Milano City F.C.
Câu lạc bộ bóng đá Bustese Milano City là một câu lạc bộ bóng đá  Ý có trụ sở tại Busto Garolfo, Lombardy.

## Lịch sử
Câu lạc bộ được thành lập vào năm 2017 từ "đống tro tàn" của câu lạc bộ Bustese Calcio tại Serie D.
Sau chặng đường tại Eccellenza mùa giải 2020–21, câu lạc bộ đã không đăng ký thi đấu ở mùa giải kế tiếp, để rồi sau đó đội bóng bị giải thể.

## liên kết ngoài
- (tiếng Ý) Trang web chính thức